# Jagoda Kaloper
Jagoda Kaloper (Zagreb, 19. lipnja 1947. – Beč, 1. listopada 2016.) bila je hrvatska kazališna, televizijska i filmska glumica i slikarica.

## Život i umjetnički rad
Rođena u Zagrebu Jagoda Kaloper dobila je prvu ulogu u filmu Ključ iz 1965. godine, bez prijašnjeg glumačkog iskustva. Nakon navedenog filma, Kaloper je dobila uloge u brojnim dugometražnim hrvatskim ostvarenjima, poput igranog filma Ponedjeljak ili utorak iz 1966. Vatroslava Mimice i Lisice, redatelja Krste Papića. No, u internacionalnom glumačkom kontekstu, Kaloper je najpoznatija po ulozi u filmu Dušana Makavejeva WR: Misteriji Organizma iz 1971. godine.
Uz glumačku, Jagoda Kaloper imala je iznimno bogatu umjetničku karijeru. Diplomirala je na Akademiji likovnih umjetnosti u Zagrebu 1970. godine, kada je postala i članica Hrvatskog društva likovnih umjetnika. Iste godine, imala je prvu (samostalnu) izložbu u Galeriji Studentskog centra (SC) u Zagrebu pod imenom Neimenovani ambijent. Godine 1971. izlagala je i predstavljala svoje radove nekoliko puta, performanse, javne umjetničke akcije te instalacije. Primjerice, za grupnu izložbu Guliver u zemlji čudesa održanu u Karlovcu 1971. godine pod kustoskim vodstvom Želimira Košćevića. Za navedenu izložbu izložila je rad Bez naslova. Godine 1973. sudjelovala je na skupnoj izložbi Documents on Post-Object Phenomena in Yugoslav Art 1968–1973 u Muzeju savremene umetnosti u Beogradu. Godine 1978. sudjelovala je u grupnoj izložbi Novih Tendencija u Muzeju suvremene umjetnosti u Zagrebu. Nadalje, 1981. godine, s prijedlogom umjetničkog projekta Pogled iznutra i izvana: Ružičaste naočale, sudjelovala je na 16. Zagrebačkom salonu. Godine 1987. napravila je samostalnu, multimedijsku izložbu pod naslovom Karbonizacija u Galeriji Studentskog centra (SC) u Zagrebu. Od početka devedesetih, Kaloper je imala nekoliko samostalnih izložbi u različitim umjetničkim medijima. Primjerice, za galeriju unutar bečkog hotela Kaiserhoff napravila je seriju slika u tehnici pastela 1995. godine. Također, 2000. godine, imala je samostalnu izložbu Plavo i rozo u Galeriji Adum na otoku Zlarin.
Tijekom bogate i raznovrsne umjetničke karijere, Kaloper je napravila brojna dizajnerska rješenja za časopise, knjige, kataloge, postere, kao i cjelokupne vizualne identitete izložbi i drugih kulturnih događanja. Primjerice, 1979. godine., napravila je novi dizajn za časopis Gordogan, a 1982. godine, kada je postala i grafička urednica u Školskoj knjizi, dizajnirala je i ilustrirala knjigu i ploču dječje radijske emisijeTonkica Palonkica frrr autora Mladena Kušeca. Godine 1983. napravila je grafičko rješenje za monografiju Lenjin, u izdavaštvu Niro radničke novine. Isto tako, 1984. godine, dizajnirala je izložbene materijale za izložbu, koju je i kurirala - Marx i stoljeće marksizma u Nacionalnoj i sveučilišnoj biblioteci (NSB) u Zagrebu. Godine 1986. dizajnirala je i ilustrirala dječju knjigu Jooj! autora Mladena Kušeca.
U kasnijim godinama karijere, povremeno se pojavljivala u manjim filmskim i televizijskim ulogama, fokusirajući se primarno na vlastitu umjetničku i autorsku karijeru, poglavito u medijima filma, skulpture, nakita i vizualnih umjetnosti.  
Godine 2010. Jagoda Kaloper je napravila prvi autorski film Žena u ogledalu. Film se sastoji od sekvenci njezinih uloga u filmovima od 1960-ih godina, kao i od snimljenih trenutaka iz njezinog svakodnevnog života. Žena u ogledalu je autorefleksivni, filmski esej koji propituje poziciju žene-umjetnice u današnjem, ali i prošlom političkom sustavu, koncept starenja te mladosti. Godine 2011. film je uvršten u kolekciju Muzeja suvremene umjetnosti u Zagrebu i prikazan na Pulskom Flmskom Festivalu, festivalu I Mille Occhi i Trieste Film Festival. Godine 2023. njezini su radovi izloženi u Muzeju suvremene umjetnosti u Zagrebu u sklopu izložbe Vidljive.
Godine 2013. povjesničarka umjetnosti Leonida Kovač objavila je dvojezično izdanje knjige o filmu Žena u ogledalu pod naslovom U zrcalu kulturalnog ekrana: Jagoda Kaloper / In the Mirror of the Cultural Screen: Jagoda Kaloper (ISBN 978-953-7033-40-8)
Jagoda Kaloper je bila udana za arhitekta Radovana Tajdera s kojim ima kćer, autoricu Anu Tajder. 
Preminula je u Beču, 26. listopada 2016. godine. 

## Nagrade i priznanja
Tijekom svoje umjetničke karijere, osvojila je brojne nagrade u različitim umjetničkim medijima. Za svoja grafička rješenja za monografiju  Lenjin osvojila je nagradu na Beogradskom sajmu knjiga 1983. godine. Godine 1986. osvojila je nagradu "Ivana Brlić Mažuranić" za najbolje ilustriranu dječju knjigu. Godine 2011. njezin film Žena u ogledalu osvojio je prvu nagradu  T-HT i MSU u organizaciji Muzeja suvremene umjetnosti u Zagrebu. 

## Filmografija

### Filmske uloge
- "Družba Isusova" kao zabavljačica Sefard (2004.)
- "Holding" (2001.)
- "Zavaravanje" (1998.)
- "Mondo Bobo" (1997.)
- "Pont Neuf" (1997.)
- "Samo jednom se ljubi" (1981.)
- "Trofej" (1981.)
- "Ponedjeljak" kao Ana Vranić (1980.)
- "Posljednji podvig diverzanta Oblaka" (1978.)
- "Kuća" kao Seka (1975.)
- "Kud puklo da puklo" kao Jagoda (1974.)
- "W.R. - Misterije organizma" kao Jagoda (1971.)
- "Apotekarica" (1971.)
- "Balada o svirepom" kao Milja (1971.)
- "Fabijen" (1971.)
- "Lisice" kao Višnja (1969.)
- "Plavi svijet" (1969.)
- "Gravitacija ili fantastična mladost činovnika Borisa Horvata" kao Nataša (1968.)
- "Ponedjeljak ili utorak" kao Rajka (1966.)
- "Ključ" kao Vera (1965.)

### Ostalo
- "Agonija" - asistentica fotografa (1998.)

## Vanjske poveznice
- Jagoda Kaloper u internetskoj bazi filmova IMDb-u (engl.)